# Уго Моралес
Уго Моралес (ісп. Hugo Morales, нар. 30 липня 1974, Буенос-Айрес) — аргентинський футболіст, що грав на позиції півзахисника, зокрема за «Ланус», а також за національну збірну Аргентини.
Чемпіон Колумбії. Володар Кубка КОНМЕБОЛ. 

## Клубна кар'єра
У дорослому футболі дебютував 1992 року виступами за команду «Уракан», в якій провів три сезони, взявши участь у 109 матчах чемпіонату. 
Своєю грою за цю команду привернув увагу представників тренерського штабу клубу «Ланус», до складу якого приєднався 1995 року. Відіграв за команду з Лануса наступні чотири сезони своєї ігрової кар'єри. Більшість часу, проведеного у складі «Лануса», був основним гравцем команди.
У 1999–2002 роках грав в Іспанії за «Тенерифе», після чого повертався до «Лануса».
Протягом 2003–2004 років пограв за «Індепендьєнте», після чого грав за колумбійські «Атлетіко Насьйональ» та «Мільйонаріос». У складі першої з них 2005 року виборов титул чемпіона Колумбії.
2007 року захищав кольори чилійського «Універсідад Католіка», а завершував ігрову кар'єру у «Тальєресі», за який виступав протягом 2008 року.

## Виступи за збірну
1995 року дебютував в офіційних матчах у складі національної збірної Аргентини. Загалом протягом дворічної кар'єри в національній команді провів у її формі 9 матчів, забивши 2 голи.
У складі олімпійської збірної Аргентини виборював «срібло» на літніх Олімпійських іграх 1996 року.

## Титули і досягнення
- Чемпіон Колумбії (1):

«Атлетіко Насьйональ»: 2005
- Володар Кубка КОНМЕБОЛ (1):

«Ланус»: 1996
- Срібний призер Олімпійських ігор (1):

1996